# Shasiri Nahimana
Shasiri Nahimana (5 agosto 1993) è un calciatore burundese, centrocampista del Bandari e della Nazionale burundese.

## Caratteristiche tecniche
È un trequartista.

## Carriera

### Nazionale
Ha esordito con la Nazionale burundese il 7 luglio 2013 disputando l'incontro del Campionato delle Nazioni Africane pareggiato 1-1 contro il Sudan.
È stato convocato per disputare la Coppa d'Africa 2019.